# Échange colombien
 (mai 2025).

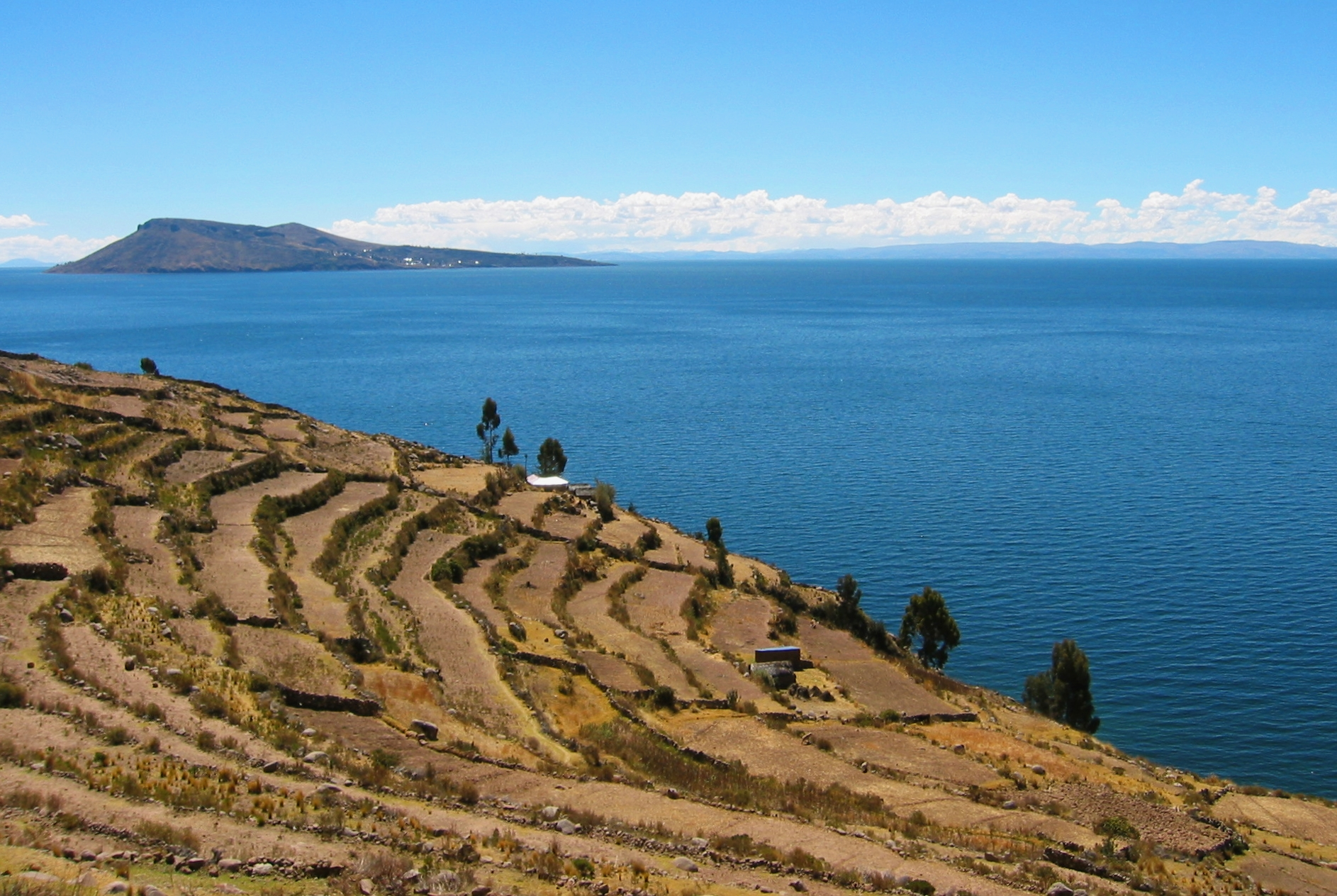
Culture en terrasses sur l'île de Taquile, où sont cultivés des aliments de base andéens, tels que le quinoa, la pomme de terre et le blé, ce dernier étant une importation européenne.

L’échange colombien (aussi appelé le grand échange) est un échange biologique intercontinental survenu à la suite de l'arrivée de Christophe Colomb en Amérique. Il s'agit de l'un des événements les plus importants de l'histoire de l'écologie, de l'agriculture et de la culture. Il modifia en effet profondément et rapidement la faune et la flore, ainsi que l'alimentation humaine en Europe et en Amérique, puis dans le reste du monde.
Le terme, inventé par Alfred W. Crosby en 1972 et maintenant reconnu par la grande majorité des historiens, désigne les nombreux échanges de biens agricoles, de bétail, de populations humaines et de micro-organismes (en particulier ceux responsables de maladies infectieuses), à partir de 1492, entre l'Ancien et le Nouveau Monde : c'est-à-dire entre l'Afro-Eurasie et l'Amérique, ou encore entre les hémisphères ouest et est. Beaucoup de choses furent échangées entre les deux hémisphères, ce qui bouleversa les patrimoines biologiques et culturels de part et d'autre.
D'un point de vue strictement biologique, c'est-à-dire abstraction faite de son importance dans l'histoire humaine, l'échange colombien reste un événement d'importance majeure car il mit en contact des lignées évolutives séparées depuis le fractionnement du Gondwana il y a plus de cent millions d'années. Avant lui, le plus récent grand échange biologique intercontinental fut le grand échange inter-américain.
Selon certains auteurs, l'échange colombien pourrait marquer le début d’une nouvelle époque géologique appelée Anthropocène, car elle correspond au début d’une période, inconnue jusqu’alors sur Terre, de prédominance de l'activité humaine sur les forces géologiques, et d’homogénéisation du biote terrestre.

## Effets

### Démographie

#### Échanges pré colombien
Il existe des indices de Contacts trans-océaniques précolombiens, mais peu de traces de leurs effets démographiques ont été étudiées. Avant qu'une communication fréquente ne fut établie entre les deux hémisphères, la variété d'animaux domestiqués et de maladies infectieuses était nettement plus grande dans l'Ancien Monde que dans le Nouveau. Ceci mena, dès le début des expéditions de Christophe Colomb, aux effets dévastateurs des maladies de l'Ancien Monde sur les Amérindiens. Les peuples du Nouveau Monde ont ainsi payé un tribut très lourd et très rapide aux épidémies.
Il n'y eut quasiment aucune société sur Terre qui ne fut pas affectée par cet échange écologique planétaire.

#### Hypothèse sur l'origine américaine de la syphilis
La première manifestation de l'échange colombien a peut-être été la propagation de la syphilis des peuples indigènes de la mer des Caraïbes vers l'Europe. L'histoire de la syphilis a été bien étudiée, mais l'origine exacte de la maladie reste inconnue. Il y a deux grandes familles d'hypothèses : pour l'une, la syphilis a été transportée en Europe depuis les Amériques par le(s) équipage(s) de Christophe Colomb à la suite de l'échange colombien, pour l'autre, la syphilis existait auparavant en Europe mais sans être identifiée comme telle. Ce sont les hypothèses « colombiennes » et « précolombiennes ».
Cette théorie commune soutient que la syphilis était une maladie du Nouveau Monde rapportée involontairement par Christophe Colomb, Martín Alonso Pinzón et / ou d'autres membres de leurs équipages dans le cadre de l'échange colombien. Le premier voyage de Colomb vers les Amériques, en 1492, a en effet eu lieu trois ans avant le déclenchement de l'épidémie de syphilis à Naples, en 1495.
L'annuaire 2011 de l'anthropologie physique a publié une revue des études précédentes, et en a conclu que les « données squelettiques corroborent l'hypothèse que la syphilis n'existait pas en Europe avant que Colomb ne prenne la mer »,.

#### Hécatombe post colombienne dans la population américaine
L’échange colombien de maladies de l'Europe vers le continent américain fut de loin le plus meurtrier. Les peuples des Amériques n'étaient auparavant pas exposés aux pandémies européennes et africaines et le manque de défenses immunitaires a eu pour conséquence une mortalité massive et souvent très rapide.
La population américaine pré colombiennes est estimée à 60 millions d'individus. En 1600, seuls 4 millions avaient survécu. En moins d'un siècle, la colonisation aurait ainsi provoqué la disparition de 90 % de la population amérindienne et près de 10 % de la population mondiale de l'époque. « Cela fait de cette hécatombe le pire évènement de mortalité humaine en proportion de la population mondiale, et le second, en termes absolus, après la Seconde guerre mondiale durant laquelle 80 millions de personnes sont mortes, soit 3 % de la population mondiale de l'époque. »[réf. souhaitée]
La plupart des travaux de recherche attribuent l'immense majorité des décès aux pandémies importées. Les décès consécutifs à des épisodes guerriers et à la mise en esclavage des populations sur les territoires conquis, complètent ce qui est qualifié d'actes de génocide en Amérique. Le philosophe David Stannard (en), professeur d'études américaines à Hawaï, affilié à la Société américaine d'histoire, publie en 1992, année du 500e anniversaire de la découverte de l'Amérique par Colomb, un essai au titre provocateur : American Holocaust: The Conquest of the New World. Ce lecteur de Todorov, mais aussi de Thornton entre autres, donne à leurs concepts d'holocauste et de génocide le même sens et estime que la destruction de dizaines de millions d'Indiens des Amériques, y compris par des maladies, fut de loin le plus grand génocide de l'histoire. Pour justifier cette audace, il essaie de montrer que les épidémies, non réfléchies, et les maltraitances et tueries, réfléchies par les conquérants, ont agi dès le premier contact entre l'Ancien et le Nouveau Monde et tout au long des siècles suivants comme deux forces, non pas complémentaires comme le pensent la majorité des historiens, mais interdépendantes, dévastant progressivement les populations indigènes. Dans certains cas où microbes et virus ont contribué à réduire les possibilités de résistance de celles-ci, Stannard va jusqu'à suggérer que les Européens manipulaient intentionnellement la morbidité. Notons que l'idée, étirée à l'extrême, d'un génocide faisant des victimes voulues par les meurtriers et des victimes non voulues incite ce chercheur à ranger la traite négrière atlantique dans cette catégorie.
Parmi les premières pandémies importées documentées, on trouve une épidémie de grippe porcine commençant en 1493 a décimé le peuple Taino habitant les îles de la Caraïbes. La population préeuropéenne de l'île d'Hispaniola était probablement d'au moins 500 000 personnes, mais en 1526, moins de 500 personnes étaient encore en vie. L'exploitation espagnole était en partie à l'origine de la quasi-extinction des peuples autochtones.
En 1518, la variole a été signalée pour la première fois dans les Amériques et est devenue la maladie importée de l'Ancien Monde la plus mortelle. On estime que quarante pour cent des 200 000 habitants de la capitale Aztèque de Tenochtitlan, plus tard Mexico, sont morts de la variole en 1520 pendant la guerre des Aztèques contre le conquistador Hernán Cortés.

#### Impact environnemental et sur le climat mondial
Des traces de cette hécatombe ont été révélées récemment par des études environnementales. D'après une étude menée par quatre géographes de l'University College de Londres et de l'université de Leeds, les pandémies décimant les peuples amérindiens. Les Amérindiens pré-colombiens subsistaient grâce à une agriculture développée exploitant plus de 60 millions d'hectares (environ 10 % de la surface des Amériques). Les défrichages avaient le plus souvent lieu grâce a des brûlis. Après disparition de 90 % de la population pré colombienne, « Sans intervention humaine, des paysages autrefois exploités sont retournés à leur état naturel, absorbant par là-même le dioxyde de carbone de l'atmosphère », et éliminant la plupart des émissions par brûlis, et favorisant la recolonisation des terres cultivées par une flore originelle. On estime que le reboisement s'est effectué sur une surface équivalente au territoire français actuel, constituant des puits de carbone et provoquant une chute nette et mesurable de la concentration de CO2 atmosphérique. Cette diminution de quelques parties par million aurait contribué notamment au petit âge glaciaire, un refroidissement à l'échelle planétaire. Selon les auteurs de cette étude, cette modification du taux atmosphérique de CO2 pourrait montrer que l'impact humain sur le climat précède l'ère industrielle.

### Faune et flore
Cet échange de plantes et d'animaux transforma les modes de vie européens, américains, africains et asiatiques. Des denrées jamais vues auparavant devinrent rapidement des aliments de base, pendant que de nouvelles régions s'ouvraient à l’agriculture. Par exemple, avant 1492, la pomme de terre ne poussait pas en dehors de l'Amérique du Sud. Dans les années 1840, l'Irlande dépendait tellement de la pomme de terre qu'une récolte infectée par le mildiou (Phytophthora infestans) mena à la grande famine irlandaise. La première importation européenne en Amérique, le cheval, changea la vie de beaucoup de tribus amérindiennes des Grandes Plaines, leur permettant d'adopter un nouveau mode de vie nomade basé sur la chasse au bison. La sauce tomate, faite avec un fruit originaire d’Amérique du Sud, devint un symbole de l'Italie, tandis que le café de l'Afrique et la canne à sucre de l'Asie devinrent les cultures principales des plantations latino-américaines.
Avant l'échange colombien, il n'y avait pas d'orange en Floride, banane en Équateur, café au Brésil, paprika en Hongrie, courgette en Italie, ananas à Hawaii, manioc et patate douce en Afrique, papaye en Inde, taureau au Texas, âne au Mexique, potiron en Chine, piment en Thaïlande, tabac et maïs ou haricots en Europe, chocolat en Suisse. Même le pissenlit fut importé aux Amériques par les Européens pour être utilisé en tant qu'herbe aromatique.

### Tableau de comparaison
| Type d'organisme      | Liste de l'Ancien Monde | Liste du Nouveau Monde |
| --------------------- | --- | --- |
| Animaux domestiques   | - chameau - dromadaire - éléphant - yack - vache - chien - chat - âne - poule - paon - tourterelle - pigeon - pintade - cygne - oie - canard domestique - chèvre - cheval - souris - cochon - lapin - rat - mouton | - alpaga - canard de Barbarie - cochon d'Inde - lama - dinde |
| Plantes utiles        | - poivre noir - banane - orge commune - chou - café - coton (variété courte dite « égyptienne ») - citrus - ail - laitue cultivée - avoine cultivée - oignon - pêche - poire - fraise des bois - riz - seigle - canne à sucre - navet - haricot dolique - concombre et cornichons - moutardes - gourde - blé tendre et dur - orange - citron | - amarante - avocat - haricots - anacardier (noix de cajou) - sauge des devins[réf. nécessaire] - chicle (la base du chewing gum) - figuier de Barbarie - piment (poivron inclus) - cacao / chocolat - coton (variété longue, 90 % des cultivars modernes) - maïs - manioc - papaye - arachide - pacanier (noix de pécan) - ananas - pomme de terre - quinoa - chia - hévéa (caoutchouc) - courge (potiron inclus) - tournesol - fraise (espèces américaines utilisées en hybrides modernes) - patate douce - tabac - tomate - vanille |
| Maladies infectieuses | - choléra - grippe - paludisme - rougeole - peste - scarlatine - maladie du sommeil - variole - tuberculose - fièvre typhoïde - fièvre jaune (souche européenne) | - maladie de Chagas - syphilis (cas incertain, voir l'article) - fièvre jaune (souches américaines) |